# Pourquoi je suis séparatiste
Pourquoi je suis séparatiste est un essai politique du militant de l'indépendance du Québec Marcel Chaput paru à Montréal en 1961.

## Contexte
Le 10 septembre 1960, quelque 20 personnes prennent part à la fondation du Rassemblement pour l'indépendance nationale (RIN) qui se déroule à l'auberge Le Châtelet à Morin Heights dans les Laurentides. André d'Allemagne est élu président et Marcel Chaput vice-président. Les conférences que Chaput donne sur le sujet de l'indépendance dans le cadre d'assemblées populaires organisées par le RIN le mettent à l'avant-scène médiatique. La controverse qui l'entoure et qui contribue à sa notoriété est en partie suscitée par le contraste entre ses positions politiques et son statut de fonctionnaire fédéral ayant prêté allégeance à la reine du Canada.
Le 18 septembre 1961, Chaput lance l'essai politique Pourquoi je suis séparatiste au Cercle universitaire de Montréal. Le livre est publié par Jacques Hébert aux Les Éditions du Jour. Il est traduit en anglais quelques mois plus tard.

## Résumé
Le livre ouvre sur un avant-propos de 8 pages, dans lequel l'auteur invite « les hommes libres » capables de se dépouiller de leurs idées préconçues à lire l'essai qu'il leur présente, en les avertissant qu'ils ne doivent pas espérer y trouver une réponse à toutes leurs questions, ni un programme politique, ni une œuvre littéraire achevée. L'essai ne prétend traiter que « d'éléments permanents », sur la base de quatre postulats :
- Les Canadiens français forment une nation.
- La nation canadienne-française est une nation comme les autres.
- L'État du Québec est l'État national des Canadiens français.
- Pour progresser, les Canadiens français doivent être maîtres chez eux.

L'auteur évacue non seulement la question du contenu d'un hypothétique programme politique indépendantiste, mais également celle des « modalités du pouvoir », tout en rassurant ses lecteurs en se disant lui-même personnellement favorable à la naissance d'une république démocratique.
La substance de l'essai consiste en 21 cahiers classés dans six sections. La première section comprend six cahiers, la deuxième cinq cahiers, la troisième quatre, la quatrième trois, la cinquième deux et finalement la sixième un seul.

### Section 1
La section 1, de 44 pages, est intitulée Les six dimensions du séparatisme et traite des conséquences, pour les Canadiens français, de constituer une minorité au sein de la fédération canadienne, à travers les dimensions 1) historique, 2) politique, 3) économique, 4) culturelle, 5) sociale et 6) psychologique de la vie collective. Chaput croit que les plus grands maux causés par l'acte confédératif de 1867 sont d'avoir faussé, dans l'esprit des Canadiens français, le sens de leurs frontières et d'avoir fait d'eux un peuple minoritaire. La nation canadienne, ou plutôt canadian, construction purement politique et artificielle fondée sur la force des armes et la soumission juge l'auteur, s'érige sur la négation de l'identité canadienne-française. Malgré le noir tableau qu'il peint de la situation du peuple canadien-français à tous les niveaux, l'auteur dit croire en sa capacité de régénération et le convie à faire le choix du plus haut degré de liberté collective auquel il a droit.
En conclusion de cette première section, Chaput invite les Canadiens français à prendre exemple de la volonté de fer du peuple juif, qui, après des siècles d'exil, renaît enfin sur la terre de ses ancêtres, où il a érigé l'État d'Israël en 1948. Il suggère que la première tâche de libération du peuple canadien-français devrait être de se débarrasser des symboles de docilité et de castration que représentent, à ses yeux, le petit saint Jean-Baptiste frisé et son mouton qui accompagnent tous les défilés du 24 juin, jour de la Fête nationale des Canadiens français.

### Section 2
La section 2, de 25 pages, s'intitule Les cinq solutions de notre problème et présente 1) l'assimilation totale, 2) l'intégration lucide, 3) l'autonomie provinciale, 4) la véritable confédération et 5) l'indépendance du Québec comme les cinq principales façons de résoudre le problème existentiel de la nation canadienne-française. L'auteur indique pourquoi selon lui les quatre premières solutions ne sont pas aussi préférables que la cinquième.
L'assimilation ou l'anglicisation, cette voie toute tracée d'avance depuis l'union de 1840, est proposée aux Canadiens français sur une base régulière affirme Chaput. La logique de l'assimilation est implacable, et ceux qui la prônent chez les Canadiens français ont en commun avec les indépendantistes d'en avoir assez d'être « des citoyens de deuxième classe » et de « servir encore de victimes innocentes à l'entretien d'une illusion, celle d'un Canada bilingue ». Les assimilationnistes veulent que les Canadiens français mettent fin à leur « vie nationale amoindrie » en se laissant gagner par l'attrait d'une vie tout en anglais, en se laissant vaincre par les armes de l'assimilation des peuples « les intérêts, les courants d'idées, les modes, les climats psychologiques ». De leur côté, les indépendantistes disent vouloir mettre fin à la vie nationale amoindrie des Canadiens français, au bilinguisme qui leur est imposé par la dépendance à l'anglais, non pas en devenant totalement anglais, mais en devenant totalement français.
L'intégration lucide est l'option proposée par les tenants de la centralisation des pouvoirs à Ottawa, pour qui le Québec n'est et ne peut-être qu'une province comme les autres. Il s'agit pour les Canadiens français de se lancer à l'assaut des postes administratifs d'importance dans le gouvernement fédéral. Ainsi, les Canadiens français tireraient le maximum du système en place et, les mains sur les commandes, sauraient se tailler une place dans la fédération. Chaput ne peut approuver cette option parce que selon lui elle repose sur deux erreurs dans son principe. Premièrement, la population du Canada n'est pas homogène : il y a un trop grand déséquilibre démographique entre l'élément anglais et l'élément français pour que l'intégration ne fonctionne. Deuxièmement, le Québec n'est pas une province comme les autres, il est aussi l'État national des Canadiens français. 
L'autonomie provinciale est la solution avancée par toute une lignée de « grands défenseurs de la nation canadienne-française » qui ont lutté contre les empiètements du gouvernement fédéral dans les champs de compétence des provinces en général et du Québec en particulier. Pour Chaput, l'autonomiste québécois a été dépeint au XVIIe siècle par Jean de La Fontaine dans la fable Le loup et l'agneau. Comme l'agneau, l'autonomiste a théoriquement et moralement raison sur toute la ligne, mais la raison pratique du loup l'emporte quand même car c'est lui le plus fort. Chaput pardonne aux autonomistes leur trop grande vertu, mais leur reproche de ne pas « aller au bout de leur raisonnement qui ne peut que mener à l'indépendance ». Rendue insuffisante par la réalité de la centralisation au profit d'Ottawa, il suggère aux autonomistes qu'il est temps de troquer la quête d'autonomie provinciale dans la fédération pour la réalisation d'une plus grande autonomie hors de celle-ci. 
La véritable confédération est l'idéal politique auquel ont rêvé quantité d'autonomistes québécois. Pour l'auteur, il n'y a pas de doute, il s'agirait d'un progrès énorme relativement au statu quo politique. Cependant, lorsqu'il consulte son Quillet encyclopédique au mot confédération, il apprend que « [...] Toute confédération d'États tend à se transformer en État fédéral », organisation qui diffère de la confédération originelle en ce que les États membres disposent d'une souveraineté amoindrie à l'intérieur et perdent leur souveraineté à l'extérieur. En plus du danger d'un éventuel glissement de l'état de confédération vers celui de fédération, Chaput ne croit pas que la vraie confédération serait plus facile à réaliser que l'indépendance, car il faudrait convaincre les Anglo-Canadiens de troquer leur position de force sur les Franco-Canadiens pour une position d'absolue égalité avec eux. Ils perdraient une partie de leur liberté d'action politique au profit d'une population qui lui est inférieure numériquement. Pour les Canadiens français, croit l'auteur, la véritable confédération serait une catastrophe psychologique. Il n'y a que l'indépendance qui peut libérer le Canadien français du complexe d'infériorité qui paralyse sa volonté et le freine dans son action.
L'indépendance du Québec est la solution qui découle « d'une constatation toute mathématique sur la démocratie : la majorité l'emporte sur la minorité. » Les indépendantistes, Chaput en tête, affirment que les Canadiens français seront voués « à la sujétion et à la médiocrité » tant qu'ils formeront une minorité linguistique et culturelle subissant les conséquences de la volonté politique d'une majorité qui lui est étrangère.

### Section 3
La section 3, qui est intitulée Les quatre questions relatives à l'indépendance, compte 29 pages dans lesquelles l'auteur répond aux questions 1) de la légitimité, 2) de la viabilité, 3) de la désirabilité et 4) de la faisabilité de l'indépendance du Québec.
L'indépendance du Québec est-elle légitime? Elle est légitime, croit Chaput, d'abord car les Canadiens français forment une nation. La nation canadienne-française détient des institutions, un territoire qu'elle possède en vertu de l'article 109 de l'Acte de l'Amérique du Nord britannique et qu'elle occupe depuis quatre siècles; elle parle une langue commune et démontre un vouloir-vivre collectif qui persiste après deux siècles de domination britannique et anglo-canadienne. Le peuple canadien-français peut légitimement choisir l'indépendance politique en vertu de l'article 1, paragraphe 2 de la Charte des Nations unies, signée par le Canada sous le gouvernement du premier ministre William Lyon Mackenzie King et non répudiée par la suite.
L'indépendance du Québec est-elle viable? Elle est non seulement viable, mais elle est nécessaire à la libération économique des Canadiens français, prétend l'auteur. Pour que l'économie québécoise passe aux mains des Québécois, il faut qu'ils puissent légiférer en matière de monnaie, de banque, d'impôt, d'importation et exportation, de transport maritime, aérien et ferroviaire, compétences qui relèvent toutes de l'État fédéral au Canada. Quant aux ressources dont disposeraient le Québec devenu indépendant, Chaput croit qu'aucun homme sérieux ne peut remettre en doute qu'elles permettraient à son peuple de cinq à six millions de vivre et de se développer.
L'indépendance du Québec est-elle souhaitable? Acquérir l'indépendance, obtenir la personnalité internationale, est une solution « normale » adoptée par des dizaines de peuples qui se sont joints aux Nations unies depuis sa fondation en 1945. Plus que simplement normale, l'indépendance est, selon Chaput, souhaitable pour les mêmes raisons qui font que la fédération canadienne, qui met les Canadiens français en état de minorité, n'est pas souhaitable. Historiquement, l'indépendance du Québec consiste à amener le peuple canadien-français à réaliser son destin, à compléter la transformation du Québec de colonie à nation souveraine, au même titre que nombre d'anciennes colonies des Amériques. Politiquement, il est souhaitable que les Canadiens français cessent d'être une perpétuelle minorité et profitent eux aussi des avantages d'un gouvernement national élu démocratiquement. Économiquement, l'indépendance politique du Québec est souhaitable car elle donnerait aux Canadiens français la maîtrise des leviers politiques sans lesquels, croit Chaput, la réalisation de l'indépendance économique « reste une douce rêverie. » Culturellement, l'indépendance est souhaitable car il serait possible aux Canadiens français de vivre dans une société aussi unilingue que la société canadienne-anglaise peut l'être. Socialement, l'indépendance ne pourrait que favoriser l'amélioration de la condition de vie des personnes vivant au Québec, car les libertés retrouvées dans tous les autres secteurs (politique, économique, culturelle) permettraient d'appliquer des solutions globales aux différents problèmes de la société. Psychologiquement, l'indépendance serait souhaitable parce que selon l'auteur « les problèmes du Canada français sont devenus des problèmes psychologiques ». Pour un homme comme pour un peuple, l'indépendance est un état d'esprit, affirme Chaput, et cet état d'esprit ferait disparaître de lui-même la moitié des symptômes du mal qui ronge la collectivité canadienne-française.
L'indépendance du Québec est-elle faisable? Chaput croit le climat politique international très propice à l'accession du Québec à l'indépendance. Chaput croit que puisque la cause du Québec est légitime, il ne manque que la volonté du peuple exprimée par voie d'élection ou de référendum pour satisfaire aux exigences de la communauté internationale en matière de reconnaissance d'États. Il est impensable, selon l'auteur, qu'Ottawa ou Washington répudient leur signature de la Charte des Nations unies uniquement pour contrer l'avènement du Québec au rang des États indépendants.

### Section 4
Dans la section 4, intitulée Les trois objections majeures à l'indépendance, Chaput discute sur 26 pages 1) du sort des minorités françaises, 2) de l'isolement présumée du Québec après l'indépendance et 3) de l'immaturité politique des Canadiens français, soit les objections soulevées le plus souvent contre la réalisation de l'indépendance du Québec.
Les minorités de langue française, principalement d'origine québécoise et acadienne, dispersées dans les neuf provinces anglaises du Canada, constituent souvent une cause de division et de malentendu dans les discussions sur le statut politique du Québec. Contrairement à ce qui est souvent affirmé sur la question, Chaput croit que l'indépendance du Québec changerait la situation des minorités canadiennes-françaises pour le mieux, non seulement au Canada anglais, mais également aux États-Unis et partout ailleurs dans le monde. Devenu souverain, le Québec, comme tous les autres États indépendants, pourrait se doter d'une politique de protection de ses ressortissants nationaux établis hors de ses frontières.
Le Québec serait isolé du reste du monde par la séparation, avancent ceux qui n'y sont pas favorables. Chaput n'est pas d'accord. Loin d'être isolé par son accession à l'indépendance, le Québec entretiendrait alors des rapports diplomatiques d'égal à égal avec tous autres pays. L'indépendance politique des nations ne signifie pas l'autarcie, elle n'est pas le contraire de l'internationalisme, elle est la condition première de tout internationalisme. Sans la liberté politique des nations, affirme Chaput, la construction de grands ensembles politiques supranationaux ne relève pas de l'internationalisme, mais bien de l'impérialisme.
L'immaturité politique des Canadiens français, évoquée par les détracteurs du nationalisme québécois en général et du séparatisme en particulier, fait particulièrement référence à l'époque du premier ministre québécois Maurice Duplessis, au pouvoir durant 15 ans, de 1944 en 1959. Chaput se dit solidaire de l'équipe de Cité libre pour amener les Canadiens français à assumer leurs responsabilités, et d'accord en principe avec Pierre Trudeau lorsqu'il écrit qu'il est plus urgent de réhabiliter la démocratie, d'attaquer les idéologies de l'élite clérico-bourgeoise, de fustiger l'indolence des Canadiens français, que de chercher des coupables chez les Anglais. Cependant, il croit que la définition particulière que Trudeau donne au mot nationalisme est source de confusion. C'est une généralisation hâtive que de rejeter tout nationalisme car une pensée politique qui se disait elle-même nationaliste (sans vraiment l'être croit Chaput) a donné de mauvais fruits. Raisonner de la sorte en revient selon lui à « combattre l'Église à cause de l'Inquisition, la vie à cause de la maladie, la règle à cause de l'exception. » Pour réaliser le programme de libération de Cité libre, il faut non seulement la libération sociale à l'intérieur du Québec, mais également la libération extérieure du Québec qu'apporterait la séparation politique. Chaput y voit deux libérations « complémentaires et indispensables liées l'une à l'autre ».

### Section 5
La section 5, de 9 pages, intitulée Les deux options de la nation canadienne-française, réduit les options qui se présentent aux Canadiens français à celles 1) de rester une minorité dans un grand pays ou 2) de devenir une majorité dans un pays plus petit.

### Section 6
La sixième et dernière section, qui fait 6 pages, est intitulée L'unique raison de notre cause et affirme que le combat pour l'indépendance du Québec se fait d'abord et avant tout au nom de la dignité humaine. Plus qu'une question de logique et d'arguments solides, l'indépendance est question de caractère. L'auteur exprime sa conviction que la nation canadienne-française possède le caractère et le sens de la dignité dont sont faites les nations libres.

## Réception
Plus de 40 000 exemplaires du livre sont vendus au cours des années 1960. Dans le contexte québécois, cela constitue un important succès de vente en librairie, particulièrement pour un essai politique. En 1961, la majorité des nationalistes québécois, qu'ils soient libéraux ou conservateurs, n'envisage l'avenir constitutionnel du Québec qu'à travers la voie réformiste. L'option de l'indépendance, généralement désignée sous le terme péjoratif de séparatisme, n'est pas prise au sérieux. De 1960 à 1968, les thèses défendues par Marcel Chaput et les autres membres du RIN gagnent du terrain dans la société civile au point de forcer tous les partis politiques à ajuster leurs discours à propos du statut politique du Québec.

## Éditions
Marcel Chaput lance l'essai Pourquoi je suis séparatiste le 18 septembre 1961 au Cercle universitaire de Montréal. Le livre est publié aux Éditions du Jour. Jacques Hébert, propriétaire des Éditions du Jour, ami de Pierre Trudeau, est loin d'être sympathique à l'opinion politique exprimée par Chaput. C'est avec l'intention de faire publier une réfutation des thèses séparatistes qu'il commande le manuscrit de Chaput pour le 17 juillet 1961. La couverture de la première édition est imposée à l'auteur, qui proteste dans un avertissement de première page. La couverture en question présente une feuille d'érable verte, déchirée en deux parties, sur un fond rouge. En 1962, les Éditions du Jour publient Pourquoi je suis antiséparatiste de Jean-Charles Harvey en réponse à l'essai de Marcel Chaput. La couverture du livre de Harvey affiche deux parties d'une feuille d'érable, l'une bleue, l'autre rouge, rattachées par une épingle.
Pourquoi je suis séparatiste est réédité en 1969 chez le même éditeur, mais avec une couverture bleu, blanc et noir, pour le 40000e exemplaire. 
Une édition revue et augmentée paraît aux éditions Bibliothèque québécoise en 2007. Celle-ci est préfacée par Michel Venne, directeur général de l'Institut du Nouveau Monde, annotée par Sylvie Chaput et annexée de quatre autres textes politiques de Marcel Chaput,

## Traductions
Une traduction anglaise, effectuée par Robert A. Taylor, est publiée par Ryerson Press en février 1962, sous le titre de Why I Am a Separatist. Une édition paraît chez UMI en 1970 et chez Greenwood Press en 1975